# System zarządzania należnościami
System zarządzania należnościami (ang. Accounts Receivable Management System, A.R.M.S.) – jest systemem informatycznym mającym na celu skuteczne wspomaganie przedsiębiorstwa w efektywnym zarządzaniu należnościami i ryzykiem kredytowym. Systemy takie dopełniają swoim działaniem systemy finansowo-księgowe, ERP, CRM. Głównym celem takiego systemu jest zapobieganie powstawaniu przeterminowanych należności i ich odzyskiwanie. Najczęstszym miejscem zastosowania takich systemów są przedsiębiorstwa, które charakteryzuje duży wolumen sprzedaży i duże saldo kredytu kupieckiego oraz związane z tym problemy finansowe i organizacyjne.

## Funkcjonalność
Przykładową funkcjonalnością takich systemów jest usprawnienie procesów zarządzania należnościami w przedsiębiorstwie. Sprowadza się to głównie do zapewnienia:
- Zautomatyzowanych procedur obsługiwania należności
- Kontroli realizacji polityki firmy w zakresie obsługi należności
- Dostosowanie i optymalizację schematów obsługi klienta, windykacji, monitoringu kontrahentów do profilu przedsiębiorstwa
- Zwiększenie efektywności i wydajności pracowników działu kontroli należności poprzez lokowanie ich zasobów w klientach najbardziej wątpliwych
- Skutecznej reakcji na nagłe zmiany kondycji finansowej kontrahentów

## Obszary działania systemu
Każdy system jest inny i spełnia określone wymagania przedsiębiorcy. Przykładowe obszary działania takiego systemu to:
- Wywiad gospodarczy
- Kontroling przed sprzedażą
- Monitoring płatności
- Windykacja wewnętrzna
- Windykacja zewnętrzna, postępowanie prawne
- Ubezpieczenie należności